# Iglesia puerta abierta cristiana
Iglesia puerta abierta cristiana (en francés: Église Porte ouverte chrétienne) es una mega iglesia evangélica carismática multisitio con sede en Mulhouse, Francia. Está afiliada a la Federación de Iglesias del Evangelio Completo en la Francofonía, miembro del Consejo Nacional de Evangélicos de Francia. El pastor principal es Samuel Peterschmitt. 

## Historia
La iglesia fue fundada oficialmente en 1966 por Suzanne y Jean Peterschmitt en Mulhouse. Se mudó de su propiedad a Pfastatt, un suburbio de Mulhouse. En 1972, la iglesia tiene entre 60 y 80 miembros. En 1987, Samuel Peterschmitt sucedió a su padre como pastor principal de la iglesia. Ese mismo año, las instalaciones se instalan en un antiguo supermercado en Mulhouse, con una capacidad de 600 personas. En 1989, se encontró una nueva sala en Bourtzwiller (Mulhouse), con capacidad para 1.500 personas. En 1995, se trabajó para ampliar el santuario para una capacidad de 1900 lugares. En 2005, la asistencia es de 1.500 personas. En 2015, la iglesia está expandiendo su edificio a una capacidad de 2,500 espacios. Para 2017, la iglesia tendría 2.200 miembros. En 2023, había abierto 8 campus en diferentes ciudades de Francia, Suiza y Bulgaria.